# Don Bagley
Donald Neff „Don“ Bagley (* 18. Juli 1927 in Salt Lake City, Utah; † 26. Juli 2012 in Northridge, Kalifornien) war ein US-amerikanischer Jazz-Bassist und Filmkomponist.

## Leben und Wirken
Don Bagley studierte in Los Angeles und spielte nach drei Jahren bei der US-Navy 1945 mit Shorty Sherock und Wingy Manone, 1948 mit Dick Pierce. Von 1950 bis 1954 war er auf Empfehlung von Jimmy Rowles Mitglied des Orchesters von Stan Kenton, bei dessen Album New Concepts of Artistry in Rhythm er mitwirkte. Er hatte zeitweise auch ein eigenes Trio und wurde 1957 von Les Brown für dessen Band engagiert. In den 1960er Jahren arbeitete er vorwiegend als Studiomusiker bei dem Sender NBC. Im Laufe seiner Karriere machte Bagley Aufnahmen mit Shorty Rogers, Maynard Ferguson, Julie London, den Wardell Gray/Dexter Gordon All Stars, Zoot Sims, Lee Konitz, Sarah Vaughan und den Lars Gullin All American Stars. 1958 nahm er zwei Alben unter eigenem Namen auf. Zwischen 1961 und 1983 komponierte er eine Reihe von Filmmusiken; auch schrieb er Arrangements und dirigierte ab den 1970er Jahren.

## Diskographische Hinweise
- Jazz on the Rocks (Blue Moon, 1958) mit Phil Woods, Eddie Costa, Sal Salvador, Charli Persip
- The Soft Sell (Blue Moon, 1958) mit Paul Horn, Jimmy Rowles, Shelly Manne

## Lexikalischer Eintrag
- Richard Cook, Brian Morton: The Penguin Guide of Jazz on CD. 6. Auflage. Penguin, London 2002, ISBN 0-14-051521-6.
- Bielefelder Katalog 1988 & 2002
- Leonard Feather, Ira Gitler: The Biographical Encyclopedia of Jazz. Oxford University Press, New York 1999, ISBN 0-19-532000-X.